# ملعب بلدية روبرتو برافو سانتيبانييز
ملعب بلدية روبرتو برافو سانتيبانييز (بالإنجليزية: Estadio Municipal Roberto Bravo Santibáñez)‏ هو ملعب كرة قدم يقع في ميليبييا، تشيلي، يتسع لـ 6,500 متفرج. هو الملعب الرسمي لفريق ديبورتيس ميليبييا.

## التاريخ
افتتح الملعب في 1942.